# Emil Petaja

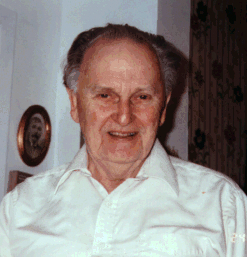
Emil Petaja, 1998

Emil Theodore Petaja (* 12. April 1915 in Milltown, Montana; † 17. August 2000 in San Francisco) war ein US-amerikanischer Science-Fiction- und Fantasy-Autor, dessen Karriere sich über sieben Jahrzehnte erstreckte.

## Überblick
Er verfasste 13 Romane, nahezu 150 Kurzgeschichten, zahlreiche Gedichte sowie weitere Bücher und Artikel. Obwohl er Science Fiction, Fantasy, Horror, Detektivgeschichten und Gedichte schrieb, betrachtete Petaja sein Werk als Teil einer älteren Tradition der „weird fiction“. Petaja war auch in kleinem Rahmen als Presseverleger tätig. Im Jahre 1995 wurde er zum allerersten Author Emeritus der Science Fiction and Fantasy Writers of America ernannt.
Petaja war finnischer Abkunft, und sein bekanntes Werke ist ein Zyklus von Science-Fiction-Romanen, die auf dem finnischen Nationalepos Kalevala basieren. Petajas Bücher brachten ihm Leser auf der ganzen Welt, wobei sein mythologischer Ansatz intensiv diskutiert wurde. Über sein Werk insgesamt meinte Petaja: „Meine schriftstellerischen Arbeiten sollen hauptsächlich unterhalten. […] Meine Romane zum finnischen Kalevala-Epos wurzeln in meinem lebenslangen Interesse für diese großartige Dichtung.“

## Frühes Leben und Werk
Emil Petaja wurde am 12. April 1915 in Milltown, Montana geboren, einer kleinen Holzfällerstadt im westlichen Teil des Bundesstaates. Er war das jüngste von 10 Kindern der Eheleute John und Hanna Petaja. Emil besuchte Schulen in Bonner und Missoula, Montana.
Petaja kam – einem autobiographischen Bericht zufolge – mit der fantastischen Literatur erstmals im Jahre 1931 in Berührung, als er ein Exemplar der Zeitschrift Weird Tales in die Hände bekam. Die Lektüre dieses Magazins veränderte sein Leben, und er wurde lebenslanger Fan von Fantasy und Science-Fiction. Er begann Science-Fiction-Pulp-Magazine zu sammeln, suchte den Kontakt zu anderen Fans, auch in Clubs und Vereinen, und korrespondierte mit Autoren wie H. P. Lovecraft, Clark Ashton Smith, Robert E. Howard und August Derleth und war einer von denen aus dem First Fandom, die schließlich Autoren wurden.
1935 erschien Petajas erste Kurzgeschichte Two Doors in dem semiprofessionelle Magazin Unusual Stories. Eine zusammen mit Duane W. Rimel geschriebene Erzählung Weird Music erschien 1936 in The Phantagraph. Weitere kurze Erzählungen und Verse wurden in The Californian veröffentlicht (für den auch Lovecraft schrieb), Futuria Fantasia, The Acolyte und in weiteren kleinen Zeitungen und lokalen Blättern.
Ein großer Teil von Petajas frühen Werken waren Gedichte – dem Autor zufolge gewann er ein paar kleinere regionale Gedichtwettbewerbe. 1936 veröffentlichte Petaja ein Buch Brief Candle mit seinen Gedichten, das er auf einer Vervielfältigungsmaschine der Montana State University selbst druckte, wo er als Student einen Kurs über kreatives Schreiben besuchte. Brief Candle enthielt Illustrationen von Petajas Freund Hannes Bok, den er in jenem Jahr kennengelernt hatte. Dieses Buch war für beide Autoren die allererste Buchveröffentlichung. Petaja zufolge wurden etwa 40 bis 50 Exemplare gedruckt, wobei viele an Freunde und Gönner verteilt wurden. Einige dieser frühen Gedichte wurden 1972 in As Dream and Shadow wiederveröffentlicht. Andere Gedichte Petajas sind bis heute unveröffentlicht geblieben.
1937 zog Petaja nach Los Angeles. Hier wurde er Teil der örtlichen Science-Fiction-Szene und ein Freund von Ray Bradbury (damals noch ein Teenager), von Henry Kuttner, Henry Hasse, Forrest J. Ackerman und anderen. In den Jahren 1937 und 1938 teilten sich Petaja und Bok ein Apartment, und zusammen gingen sie zu Conventions, verbrachten ihre Zeit in Antiquariaten und Kinos und halfen sich gegenseitig beim Dichten und Schreiben. In einem autobiographischen Bericht teilt Petaja mit: „Vielleicht … wird mein größter Beitrag zum Ruhm die Tatsache sein, dass ich es war, der Hannes Bok nach L.A. bewegen konnte und dass ich ihn – widerstrebend – zu den Treffen der ‚Los Angeles Science Fiction Society‘ zerrte. Wo wir Ray Bradbury trafen.“ „Es war in Clifton’s Cafeteria am Broadway. Wir konnten es uns für gewöhnlich nicht leisten, dort zu essen, aber wir bedienten uns an dem kostenlosen Limonensorbet. In jenem sagenumwobenen Hinterzimmer … traf Hannes erstmals Forrie Ackerman, Henry Kuttner und andere.“
In den 1940er Jahren schrieb Petaja Dutzende Storys für die Pulp-Magazine. Die Science-Fiction, Fantasy- und Weird-Fiction-Storys des produktiven Autors erschienen in Fantastic Adventures, Worlds of Tomorrow, Weird Tales, Fantasy and Science Fiction, Future Science Fiction Stories und anderen bekannten Magazinen der Epoche. Eine Story Dinosaur Goes Hollywood, die 1944 in Amazing Stories erschien, handelt von einem Dinosaurier, der bei einem Filmdreh ausbricht.
Petaja veröffentlichte auch unter dem Pseudonym „Theodore Pine“. Theodore sein zweiter Vorname und Petaja bedeutet im Finnischen „Kiefer“ (englisch pine). Als Pine verkaufte er Storys an Detektiv- und Western-Magazine wie zum Beispiel Crack Detective, Ten Detective Aces, Ten Story Detective, Mammoth Western, Western Action und Western Trails. Viele dieser Storys haben aussagekräftige Titel wie Die Leiche will Gesellschaft, Die parfümierte Gefahr etc. In den 1940ern versuchte Petaja ohne Erfolg, einen Detektivroman zu veröffentlichen. Eine seiner letzten Detektiverzählung namens Stirred Ashes erschien 1967 im Magazin Saint. Petaja war auch Mitglied des Autorenverbands Mystery Writers of America.

## Späteres Leben und Werk
In den späten 1940ern zog Petaja nach San Francisco, wo er sein Interesse an der Fotografie zum Beruf machte. Er bereiste Kalifornien als Schulfotograf und betrieb zeitweise Fotostudios in Sausalito und in San Francisco, wurde zum Hausfotografen für lokale Theatergruppen und schrieb Artikel für Zeitschriften wie „Popular Photography“.
Obwohl er das Schreiben in den frühen 1950ern weitgehend eingestellt hatte, nahm er seine literarische Tätigkeit in den frühen 1960ern wieder auf. Seine ersten veröffentlichten Romane waren Alpha Yes, Terra No! (1965) und The Caves of Mars (1965), die wie später weitere Romane Petajas in einer Taschenbuchreihe des Ace-Verlages erschienen, zusammen mit damals aufstrebenden Autoren wie Samuel R. Delany, Michael Moorcock, Brian Stableford und Dean Koontz.
Zu den bekanntesten Werken Petajas gehört ein auf dem finnischen Nationalepos Kalevala basierender Otava-Romanzyklus. In jedem der vier Romane wird ein Erdenmensch und Nachfahre der vier Haupthelden der Kalevala in einer Avatarrolle wiedergeboren, um Abenteuer auf Otava, dem Ursprungsplaneten der Kalevala, zu bestehen. Mit dieser Serie gewann Petaja Leser aus der ganzen Welt. Ein fünfter Roman innerhalb dieses Zyklus namens Return to Otava blieb unveröffentlicht. Ein weiterer Roman, der nichts mit der Serie zu tun hat, aber mit der Kalevala verknüpft ist, ist The Time Twister (Dell, 1968).
Die Green-Planet-Bücher – Lord of the Green Planet (Ace Books, 1967) und Doom of the Green Planet (Ace Books, 1968) – geben ähnliche Abenteuer ihres irischen Protagonisten wieder.
Andere Romane aus den späten 1960er und frühen 1970er Jahren sind The Prism (Ace Books, 1968), The Nets of Space (Berkley, 1969), The Path Beyond the Stars (Dell, 1969) und Seed of the Dreamers (Ace Books, 1970). Vier weitere Romane blieben unveröffentlicht: Glory Stone (1970), Little Gods (1972), Spin the Star Wheel (1975) und Zodiac World (1980). Dieses letzte Werk handelt von einem Planeten, dessen Bewohner durch astrologische Vorstellungen beherrscht werden.
Als Vorsitzender der Golden Gate Futurians – eines informellen Klubs für Autoren und Fans – organisierte Petaja Treffen für Freunde und Kollegen in seinem Haus im Stadtteil Castro in San Francisco. Zu den regulären Gästen gehörten lokal ansässige Autoren wie Fritz Leiber, Avram Davidson und E. Hoffmann Price. Auch Schriftsteller und Verleger von außerhalb wie zum Beispiel Donald A. Wollheim oder Harlan Ellison nahmen  teil und hatten Gelegenheit, dort lokale Persönlichkeiten wie den Satanisten Anton LeVay oder den Filmemacher Kenneth Anger zu treffen. Petaja genoss die Gesellschaft anderer Autoren und Künstler aus dem Großraum San Francisco wie beispielsweise Warren Hinkle, Anthony Boucher, Frank M. Robinson, Poul Anderson, Philip K. Dick und Robert A. Heinlein.
Petajas Werke wurden vielfach übersetzt und erschienen in England, den Niederlanden, Italien, Spanien, Schweden, Frankreich, Finnland und Deutschland. In Anerkennung seiner bedeutenden Lebensleistung wurde Petaja 1995 zum „Author Emeritus“ der Science Fiction and Fantasy Writers of America ernannt. Diese Ehrung wurde geschaffen, „um Schriftsteller in den Genres Science-Fiction und Fantasy anzuerkennen und wertzuschätzen, die bedeutende Beiträge in unserem Bereich gemacht haben, die aber nicht länger aktiv sind oder deren exzellentes Werk nicht mehr so bekannt wie einst ist.“ Als Author Emeritus wurde Petaja eingeladen, beim jährlichen Nebula-Awards-Bankett eine Rede zu halten.
Petaja starb am 17. August 2000 an Herzversagen. Nach der Behandlung eines Blutpfropfens hatten sich Komplikationen ergeben. Nach seinem Tod erschienen Nachrufe in Zeitungen und Zeitschriften der ganzen Welt.

## Petaja und Hannes Bok
Als lebenslanger Freund und Sammler von Hannes Boks Werken gründete Petaja 1967 die „Bokanalia“-Stiftung, drei Jahre nach Boks Tod. Gemäß einem veröffentlichten Statement wurde die Stiftung „mit der Hilfe und Unterstützung von Harold Taves aus Seattle und Ray Bradbury aus Los Angeles und den ‚Golden Gate Futurians‘ aus San Francisco eingerichtet […] Bokanalias Ziel ist, die großartige, fantasievolle Kunst Hannes Boks vor dem Vergessen zu bewahren, und seinen vielen Bewunderern auf der ganzen Welt neue Drucke (besser als die Pulp-Qualität) zugänglich zu machen“.
Zwischen 1967 und 1970 veröffentlichte Petaja drei Sammelbände mit Boks Kunst. Zu diesen Bänden zählen Variations on Bok Theme (1967), The Famous Power Series (1969) und A Memorial Portfolio (1970). Petaja fungierte auch als Autor eines Gedächtnisbandes And Flights of Angels: The Life and Legend of Hannes Bok (Bokanalia Memorial Foundation, 1968). Neben kurzen Beiträgen von Wollheim, Roger Zelazny, Jack Gaughan und anderen enthielt And Flights of Angels Petajas lange biographische Abhandlung über den Künstler, eine Liste von Boks veröffentlichten Kunstwerken und Aufsätzen sowie Reproduktionen einer Anzahl von Zeichnungen, Drucken und Illustrationen. Später publizierte Petaja unter dem SISU-Label (und im Namen der Bokanalia-Stiftung) einen illustrierten Band mit Boks Gedichten Spinner of Silver and Thistle (1972) und er gab The Hannes Bok Memorial Showcase of Fantasy Art (1974) heraus.

## Petaja und der Film
Petaja war zeitlebens ein Filmfan und Sammler von Film-Memorabilien. Er besaß eine große Bibliothek mit Filmliteratur, hunderte 16-mm-Filme und Videokassetten und erzählte gern Geschichten über Filme und Filmschauspieler. Heute ist er Filmenthusiasten bekannt als Autor der Photoplay Edition (SISU, 1975). Dieser illustrierte Führer war das erste Buch über „photoplay editions“, eine Art Begleitbücher zu Filmen der Stummfilm- und frühen Tonfilmzeit. Petaja schuf dieses Buch auf der Basis seiner persönlichen Sammlung, die zur Zeit der Veröffentlichung über 800 photoplay editions umfasste. Als Autor der Photoplay Edition war Petaja Ehrengast auf dem Stummfilmfestival in San Francisco in den Jahren 1998 und 1999.
Während er in Los Angeles lebte, arbeitete Petaja in den Technicolor-Labors und schrieb eine Handvoll Storys, die in und in der Nähe der Filmmetropole spielen. Sein Interesse an Filmen und dem Filmemachen dauerte über viele Jahre an. Petaja produzierte zwei dramatische Kurzfilme, Dread Return (1949) und The Call (1950). Diese 8-mm-Filme wurden in San Francisco gedreht, wobei lokale Schauspieler beteiligt waren.

## Bibliografie
The Kalevala / Otava-Zyklus
- 1 Saga of Lost Earths (1966)
- 2 The Star Mill (1966)
- 3 The Stolen Sun (1967)
- 4 Tramontane (1967)
- Saga of Lost Earths and The Star Mill (1979, Sammelausgabe von 1 und 2)
- The Stolen Sun and Tramontane (1979, Sammelausgabe von 3 und 4)

The Green Planet
- 1 Lord of the Green Planet (1967)
- 2 Doom of the Green Planet (1968)

Romane
- Alpha Yes, Terra No! (1965)
- The Caves of Mars (1965)
- The Prism (1968)
- The Time Twister (1968)
  - Deutsch: Zwischen gestern und niemals. Goldmanns Weltraum Taschenbücher #0130, 1971, ISBN 3-442-23130-2.
- The Path Beyond the Stars (1969)
- The Nets of Space (1969)
- Seed of the Dreamers (1970)

Sammlungen
- Stardrift and Other Fantastic Flotsam (1971)
- The Golden Age of Weird Fiction Megapack: Volume 3 (2015)

Kurzgeschichten
- The Two Doors (1935, als Theodore Pine)
- The Mist (1937)
- The Intruder (1940)
- Time Will Tell (1942)
- Old Lena Tuppit (1942)
- Dinosaur Goes Hollywood (1942)
- Me the People (1943)
- Peacemonger (1944)
- Midas Morgan’s Golden Touch (1944)
- Monsieur Bluebeard (1944)
- The Man Who Hated War (1944)
- Cyanide And Old Lace (1945)
- The Music-Box from Hell (1945)
- Votaress (1945)
- The Jonah (1946)
- The Ancestral Thread (1947)
- Stardrift (1949)
- Skydrift (1949)
- Hunger (1950)
- We Must Go and Tell the King (1950)
- The Hungry Ghost (1950)
- Don’t Come to Mars! (1950, mit Henry Hasse)
- The Insistent Ghost (1950)
- The Dark Balcony (1951)
- Variant: Dark Balcony (1951)
- The Answer (1951)
- Not Quite Human (1952)
- The Secret of Satellite Seven (1952, mit Henry Hasse, als Theodore Pine)
- This World Is Ours! (1952)
- Live Evil (1952)
- Moon Fever (1965)
- Million-Mile Hunt (1965)
- World of the Spectrum (1965)
- Dark Hollow (1966)
- Heavenly Host (1966)
- Where Is Thy Sting (1967)
- Only Gone Before (1968)
- Dodecagon Garden (1970)
- Cube in a Dodecagon Gardon (1970)
- A Dog’s Best Friend (1971)
- Be a Wingdinger, Earn Big Money (1971)
- Found Objects (1971)
- Pattern for Plunder (1971)
- The Storm-King (1971)
- Tomorrow’s Mask (1971)
- Gola’s Hell (1972)
- Terrible Quick Sword (1972)
- Othuum, Chapter Three: The White Magician (1974)

Gedichte
- Brief Candle (1936)
- As Dream and Shadow (1972)

Sachliteratur
- and flights of angels: The Life and Legend of Hannes Bok (1968, mit Hannes Bok)
- The Hannes Bok Memorial Showcase of Fantasy Art (1974)
- Photoplay Edition (1975)